# 花青螺
花青螺（学名：Nipponacmea schrenckii），又名史氏背尖貝，是莲花青螺科日本青螺屬的一種。

## 分佈
主要分佈於韩国、中国大陆、台湾，常栖息在潮间带岩礁。